# Polycarpaea fallax
Polycarpaea fallax är en nejlikväxtart som beskrevs av L. Pedley. Polycarpaea fallax ingår i släktet Polycarpaea och familjen nejlikväxter. Inga underarter finns listade i Catalogue of Life.